# Scott Raynor
Scott William Raynor (* 23. května 1978 Poway, Kalifornie) je americký hudebník, známý bubenickou kariérou v pop punkové kapele Blink-182.
Na bicí začal hrát někdy mezi 12. a 14. rokem, jelikož se velmi inspiroval skupinou Metallica a to ho přimělo k tomu začít hrát. Se skupinou Blink-182 začal hrát ve svých 14 letech společně s dalšími jejími členy, jimiž byli jeho přátelé Tom DeLonge a Mark Hoppus. S kapelou nahrál dvě alba a pokračoval s nimi v jejich společné kariéře až do svých devatenácti let, kdy byl kvůli problémům s alkoholem ze skupiny vyhozen a nahrazen bubeníkem Travisem Barkerem.

## Život a kariéra
Začátky jeho bubenické kariéry vypadaly tak, že v jedenácti letech společně se svým kamarádem Ryanem Kennedym "založili" kapelu, aby se mohli zúčastnit školní talentové soutěže. Oba chlapci viděli velikou inspiraci v Metallice, avšak na to, aby hráli jejich písničky, neměli dostatečné zkušenosti a techniku, takže nakonec na školní soutěži zahráli písničku "Twisted Chain" od skupiny Danzig a "London Dungeon" od Misfits.

### Začátky kariéry
Scott chodil na střední školu zvanou Rancho Bernardo High School. Ta často pořádala tak zvané Battle of Bands, což v překladu znamená Souboj kapel. Raynor se jich často účastnil a jednou tam vystoupil společně se svou kapelou The Necropheliacs, kteří se snažili napodobit písničku "Creeping Death" od Metallicy. Shodou okolností na této soutěži vystupoval i nově příchozí student Tom DeLonge, který byl vyhozen ze své školy, jelikož se v opilosti zúčastnil školního basketballového turnaje. Oba se seznámili až na párty, kterou pořádal jejich starší spolužák Paul Scott. Scott a Tom se dali dohromady a začali skládat své první songy, žánrově především metalové či punkové. Později se k nim přidal ještě baskytarista Mark Hoppus, se kterým se Tom seznámil přes Markovu sestru, která byla Tomovou přítelkyní. Začali zkoušet první společné hraní ve Scottově pokoji, který byl amatérsky odhlučněný pomocí plat od vajec. Zanedlouho se skupina pojmenovala Blink-182 a v následujících letech zažívala obrovský úspěch. V roce 1997 byl však Raynor vyhozen kvůli svému alkoholismu a začal hrát v různých dalších kapelách. A dnes je členem losangeleské skupiny The Wraith, kde zastává post bubeníka.